# Ria Antōniou
Ria Antōniou, nata Grigoria, (in greco Ρία Αντωνίου?; Atene, 14 luglio 1988) è una modella e showgirl greca, attiva prevalentemente in Grecia e in Italia.

## Biografia
Nel 2007 ha rappresentato la Grecia al concorso internazionale Top Model of the World classificandosi al terzo posto. Nello stesso anno ha vinto anche il titolo di Miss Peloponneso. Nel 2008 ha ottenuto il secondo posto a Miss Grecia e Miss Terra, dove ha rappresentato la sua nazione di origine. Ha guadagnato il secondo posto anche nella classifica Sexiest Woman Alive 2008, promossa nello stesso anno dal portale GlobalBeauties.com.
Nel 2010 ha firmato un contratto con la casa discografica Casarro Music, con cui ha realizzato un album di cover di hits europee, tra cui il singolo Give me di Amanda Lear. Ha ottenuto inoltre notorietà come modella, posando per le edizioni internazionali delle riviste Playboy, Esquire (sulla cui copertina è apparsa per 4 volte, fatto questo considerato come un vero e proprio record) e Nitro.
Nel 2012 ha partecipato all'ottava edizione di Ballando con le stelle in coppia con Raimondo Todaro, classificandosi al terzo posto. Nello stesso anno è stata testimonial di brand di intimo e costumi da bagno ed ha partecipato con Paolo Belli e Milly Carlucci alla conduzione del talent show Ballando con te. Ha condotto anche, insieme a Nino Graziano Luca, la 29ª edizione del concorso per modelle The Look of the Year, andato in onda su Arturo.
Nel 2016 è stata protagonista, con Carlo Buccirosso, di uno spot per 3 Italia ed ha partecipato al programma Colorado di Italia 1 in veste di ballerina e spalla comica. Ha recitato anche nei film Non si ruba a casa dei ladri, diretto da Carlo Vanzina, e La coppia dei campioni, per la regia di Giulio Base. Dallo stesso anno è spesso ospite della trasmissione Tiki Taka condotta da Pierluigi Pardo.  Nell'autunno 2017 è stata scelta come protagonista del calendario sexy 2018 di For Men Magazine. La rivista maschile greca Kafto l'ha inoltre proclamata, tra oltre 143 donne, come modella greca più sexy dell'anno 2017.
A gennaio 2018 è ospite del programma Sbandati, in onda in seconda serata su Rai 2 e, a giugno dello stesso anno partecipa al talk show sportivo di Italia 1 Tiki Taka Russia, dedicato al campionato mondiale di calcio 2018.

## Programmi televisivi
- Ballando con le stelle 8 (Rai 1, 2012) - Concorrente
- Ballando con te (Rai 1, 2012) - Co-conduttrice
- 29° The Look of the Year (Arturo, 2012) - Co-conduttrice
- Colorado (Italia 1, 2016) - Ballerina e spalla comica
- Tiki Taka Russia (Italia 1, 2018)  - Opinionista

## Filmografia
- Non si ruba a casa dei ladri, regia di Carlo Vanzina (2016)
- La coppia dei campioni, regia di Giulio Base (2016)

## Discografia

### Singoli
- 2010 - Give Me
- 2012 - Just Dance (Paradiso feat. Ria)

### Videoclip
- 2010 - Give Me
- 2012 - Just Dance

## Altre attività
- 2018 - Calendario per For Men Magazine